# Liebestod

Liebestod  (prononcé en allemand : [ˈliːbəsˌtoːt], littéralement « mort d'amour ») ou Mild und Leise (littéralement « doux et calme ») est l'air final d'Isolde, tiré de l'opéra Tristan und Isolde (1859) de Richard Wagner. Chanté par une soprano dramatique, cet aria marque l'apogée du romantisme tardif, où la tonalité est poussée à l'extrême. 

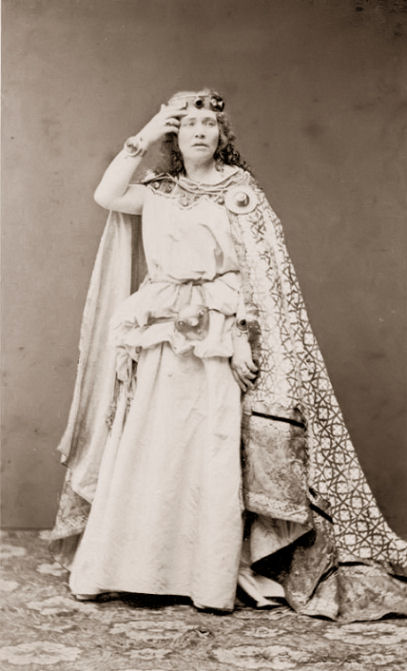
Malvina Garrigues (1825-1904), la première Isolde.

Lorsqu'il est utilisé comme terme littéraire le mot liebestod (de l'allemand Liebe, amour et Tod, mort) se réfère au thème de l'érotisme de la mort ou de « l'amour à mort », signifiant que la consommation de l'amour du couple amoureux se fait dans la mort ou après.  

## Motif musical
L'air débute avec le même motif que celui que l'on retrouve dans le duo de l'acte II (le Liebesnacht), où Isolde et Tristan se promettent de concrétiser leur amour par la mort. Le mot « Liebestod » apparaît également uniquement à la fin de ce duo. Les motifs du duo se retrouvent aussi lorsque l'orchestre joue fortissimo. On retrouve aussi le motif du désir à partir de « sind es Wellen ». L'orchestre y joue à partir de ce moment des mesures crescendo jusqu'à l'aigu. À partir de « ertrinken », l'orchestre joue le dernier motif : la dernière consolation. Les derniers vers sont chantés diminuendo. L'accord de Tristan conclut l'air et l'opéra, alors même qu'il l'a ouvert à l'acte I avec le prélude.

## Histoire

### Origines et inspirations

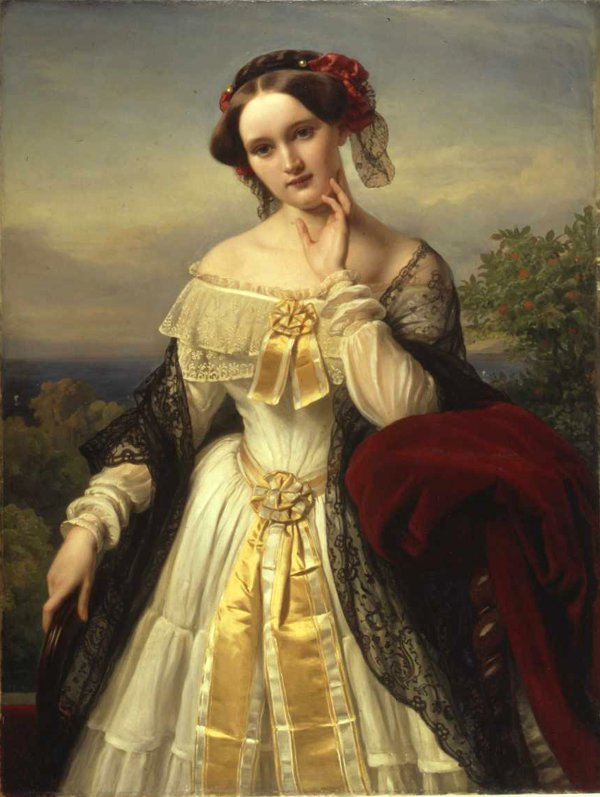
Mathilde Wesendonck vers 1850.

Aussi intitulé Isoldes Verklärung (La Transfiguration d'Isolde), l'air fait référence à la fin tragique de Tristan et Iseult, précisée vers 1290 par Heinrich de Freiberg, modifiant donc le mythe celtique originel. Le livret de Wagner reprend ce détail.
Lorsque Wagner compose cet opéra, il entretient une relation cachée avec Mathilde Wesendonck, poétesse et épouse de son mécène, le banquier Otto Wesendonck. Il s'inspire de l'impossibilité de concrétiser cet amour en puisant dans la légende de Tristan et Iseut pour composer cet opéra et les Wesendonck-Lieder.

### L'amour impossible dans les arts
D'autres exemples évoquent la situation de l'amour tragique, tels que Pyrame et Thisbé, Roméo et Juliette et à un certain degré, les Hauts de Hurlevent. Les exemples présentant une vue d'un amour unilatéral sont L'Amant de Porphyria et Les souffrances du Jeune Werther qui mènera même à un effet Werther. Le suicide en commun d'Heinrich von Kleist et d'Henriette Vogel est souvent associé avec le thème de la Liebestod. 

## Extrait du texte

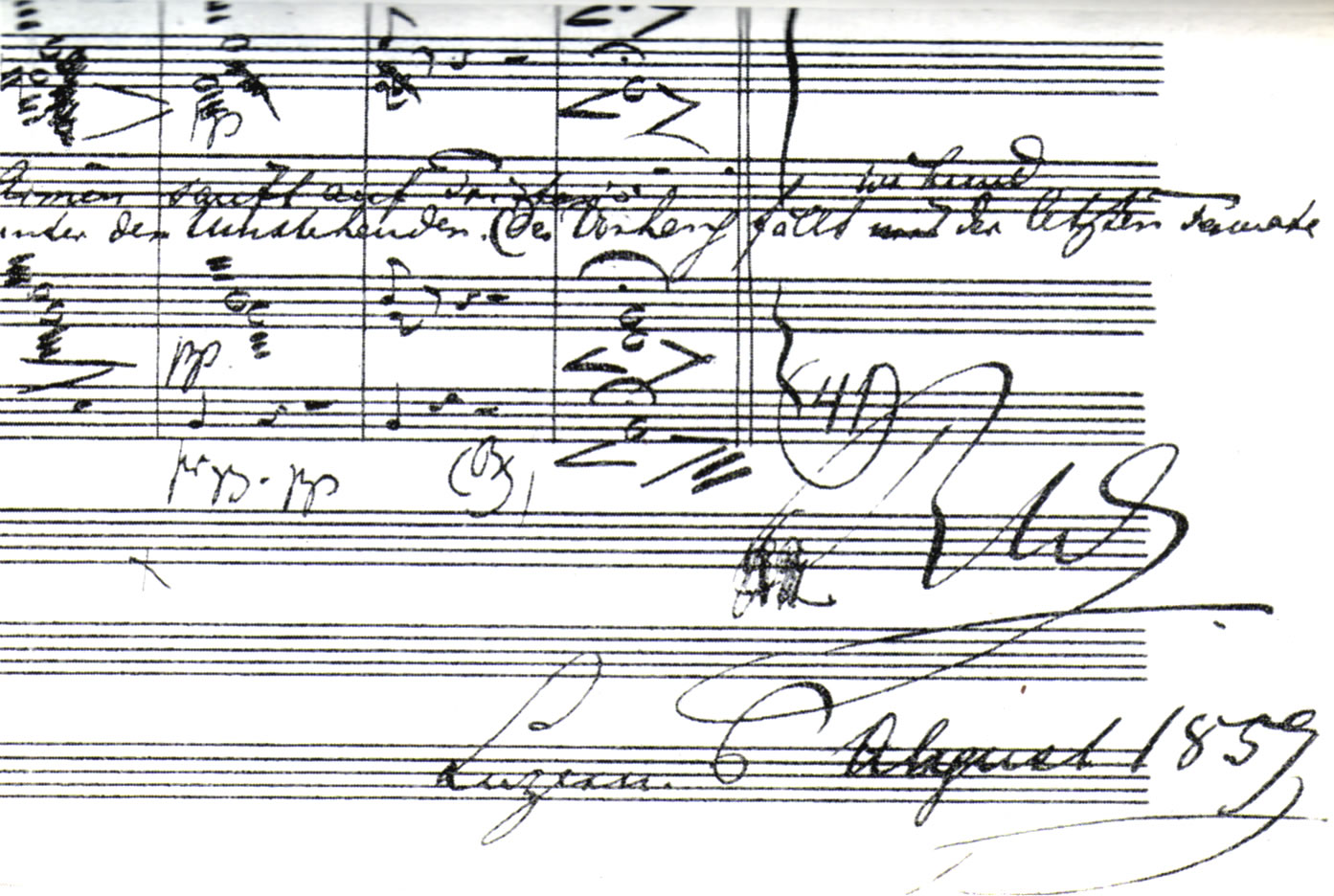
Extrait de la première partition de la fin de l'opéra.

L'air s'achève par ces derniers vers. À partir de « ertrinken », les vers sont chantés diminuendo.  « Lust » est ainsi chanté piano comme le dernier souffle d'Isolde. 
Original
In dem wogenden Schwall,
in dem tönenden Schall,
in des Welt-Atems wehendem All
ertrinken,
versinken
unbewusst
höchste Lust!
Traduction littérale
Dans le torrent déferlant,
dans le son retentissant,
dans le souffle du monde
me noyer,
sombrer
inconsciente
bonheur suprême!
La partition après la dernière parole d'Isole : « Isolde sinkt wie verklärt, in Brangäne's Armen sanft auf Tristan's Leiche. Grosse Rührung und Entrücktheit. Marke segnet die Leichen » : « Comme transfigurée, Isolde s'enfonce doucement dans les bras de Brangäne sur le cadavre de Tristan. Grande émotion et ravissement. Marke bénit les cadavres ».

## Enregistrements

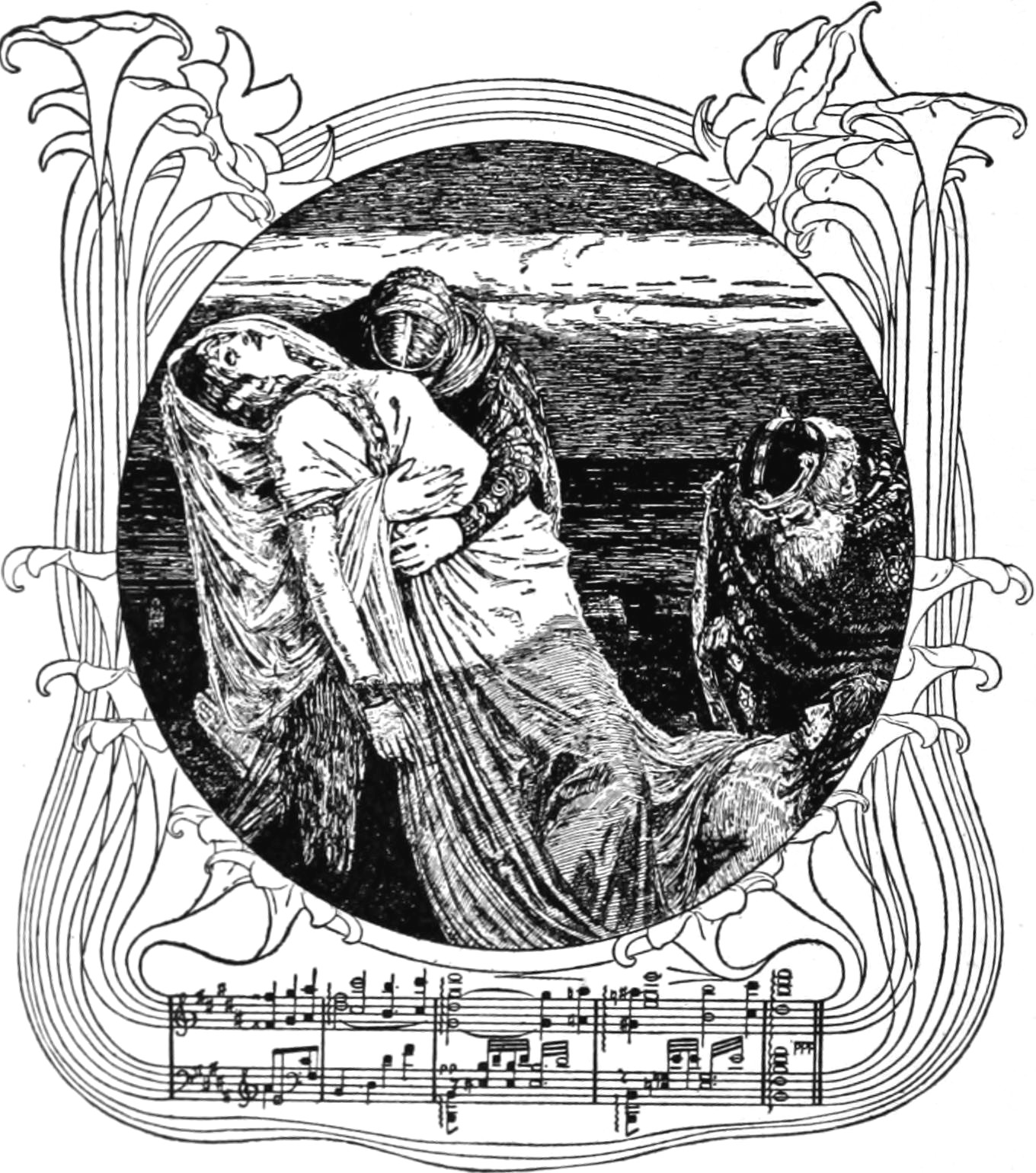
Représentation de la mort d'Isolde (1917).

Cet air a été notamment enregistré par Birgit Nilsson, Martha Mödl, Kirsten Flagstad, Jessye Norman, Nina Stemme, Waltraud Meier, Lilli Lehmann, Anna Netrebko, Shirley Verrett, Christa Ludwig et en 1949 (puis par la suite plusieurs fois en live) par Maria Callas en italien (Dolce e calmo). L'air est généralement joué en concert à la suite du prélude de l'opéra.

## Culture populaire
- « Liebestod » est un refrain choral de la chanson « Love, You Came to Me »[4] de 1969, de la comédie musicale Off-Broadway, The Last Sweet Days of Isaac. La chanson est chantée par un couple coincé dans un ascenseur, alors qu'ils se préparent à faire l'amour, croyant qu'ils vont bientôt mourir[5].
- Mild und leise est aussi le titre d'une composition de 18 minutes synthétisée par Paul Lansky, faite en 1973 sur un super ordinateur IBM 360 et fondée sur les inversions harmoniques de l'accord de Tristan. La pièce est aussi la base la chanson Idioteque de Radiohead[6]
- « Liebestod » est l'une des scènes du film Aria, (Un sketch en français, 1987) mettant en vedette un jeune homme (James Mathers) et une femme (Bridget Fonda) qui conduisent vers Las Vegas, pour avoir des relations sexuelles et ensuite se suicider ensemble.
- Dans « Demimonde » l'épisode 4 de la saison 1 Penny Dreadful de Showtime, Dorian Gray joue sur un gramophone pour son invité Ethan Chandler, lui disant qu'il est le seul cylindre de sa collection qui ne l'ennuie pas encore.
- Dans l'adaptation de Shakespeare de Baz Luhrmann en 1996, Romeo + Juliette, la version opéra d'Isolde Liebestod est la musique de fond joué peu de temps après la mort de Juliette (Claire Danes), qui se tire une balle dans la tête avec l'arme de poing de Roméo (Leonardo Dicaprio), après l'avoir vu ingérer le poison et mourir ; le morceau continue à jouer au cours d'un montage en flashback de leur relation pendant le film, alors que la caméra s'écarte du corps enlacés des amants morts.
- Angélica Liddell met en scène une pièce du même nom au Théâtre de l'Odéon en 2022[7].
- Justin Hurwitz l'a utilisé  dans le film Babylone, de Damien Chazelle. En effet, l'envolée de "Gold Coast Sunset", qui souligne la scène triomphale dans laquelle une équipe de tournage célèbre l'achèvement d'un plan du dernier film de Conrad (joué par Brad Pitt) dans une lumière défaillante, est inspirée du Tristan et Isolde de Wagner, mélangé à une variation sur le thème de Manny et Nellie.

## Source
- Bronfen, Elisabeth, Liebestod und Femme fatale. Austausch Der sozialer Energien zwischen Oper, Literatur und Film, Frankfurt am main: Suhrkamp 2004.  (ISBN 3-518-12229-0)

## Articles contextuels
- Tristan und Isolde
- Transcriptions d'opéras par Franz Liszt